# José María Gatica
José María Gatica (Villa Mercedes, 25 de mayo de 1925-San Luis, 12 de noviembre de 1963), apodado el Mono, fue un boxeador argentino de peso ligero (61 kg). Con una carrera deportiva en la que realizó 96 combates, de los que ganó 86 (72 por nocaut), fue una figura inmensamente popular en Argentina.

## Infancia y juventud
Nació en la ciudad de Villa Mercedes (en la provincia de San Luis), pero a los siete años su familia se mudó a Buenos Aires. Extremadamente pobre, desde niño Gatica trabajó como lustrabotas en plaza Constitución; la habilidad adquirida en las peleas callejeras para mantener su puesto en la estación de trenes atrajeron la atención de un comerciante local, Lázaro Koczi, que tenía vínculos con el boxeo. Le ofreció participar por dinero en los combates irregulares que se celebraban en The Sailor's Home, el alojamiento para marineros sin trabajo de la misión británica, donde se apostaba en breves combates a tres rounds. Tras unos cuantos combates exitosos, Koczi le propuso dedicarse al boxeo profesional. Hasta ese momento, Gatica había compaginado el ring con su puesto de lustrabotas en Constitución.

## Carrera profesional

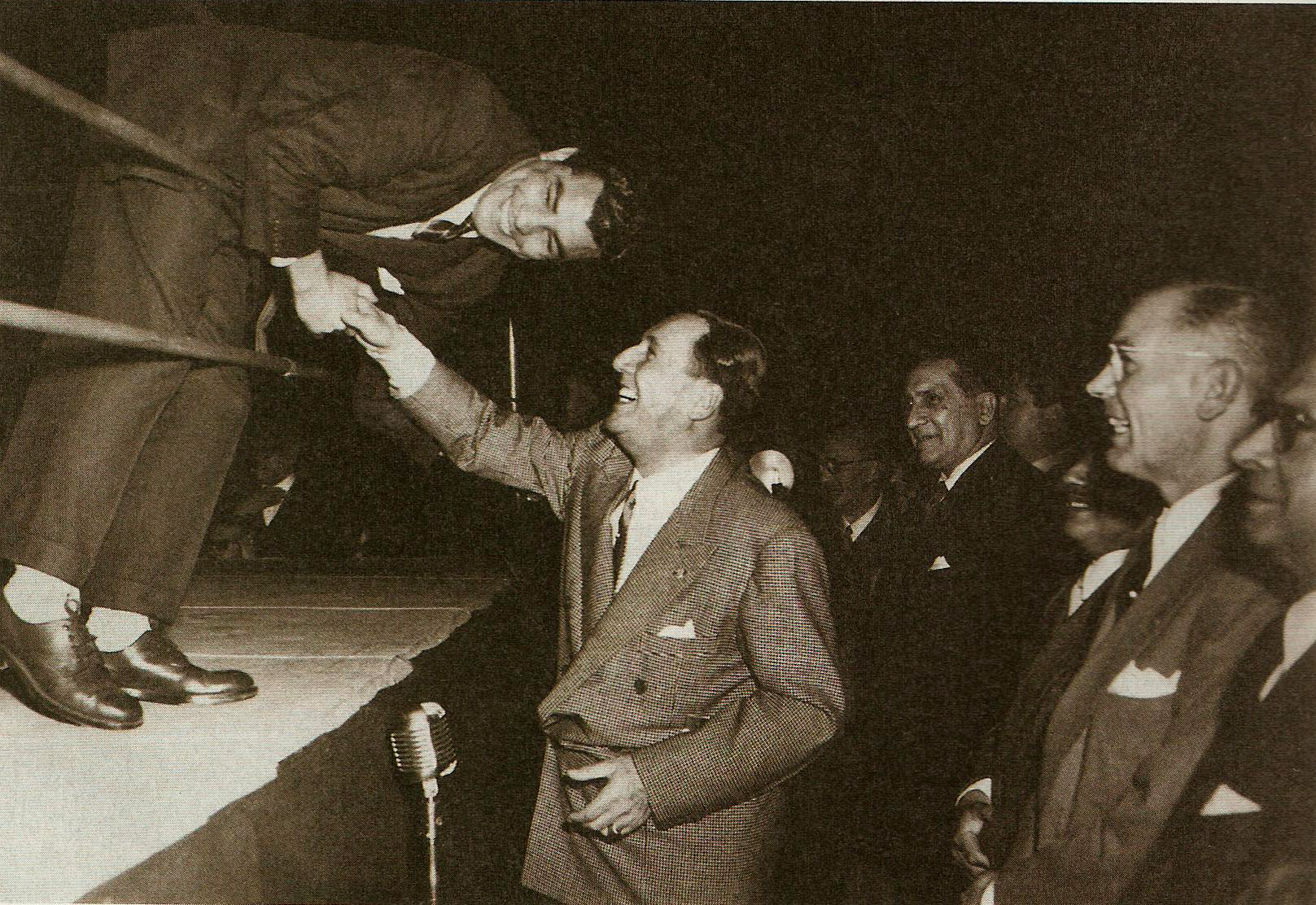
Gatica y Juan Domingo Perón, alrededor de 1950. Gatica le dijo: «General, dos potencias se saludan».

El 7 de diciembre de 1945 tuvo su primer combate profesional, en el que noqueó en el primer asalto a Leopoldo Mayorano. Ganó dos peleas más en ese mes, un ritmo casi sin precedentes. Ya con algo de fama, en 1946 haría siete combates, ganándolos todos; en uno de ellos se enfrentó con quien sería su archirrival, Alfredo Prada, con el que se encontrarían cinco veces más en el ring, con resultados igualmente divididos, y quitándose mutuamente el invicto.

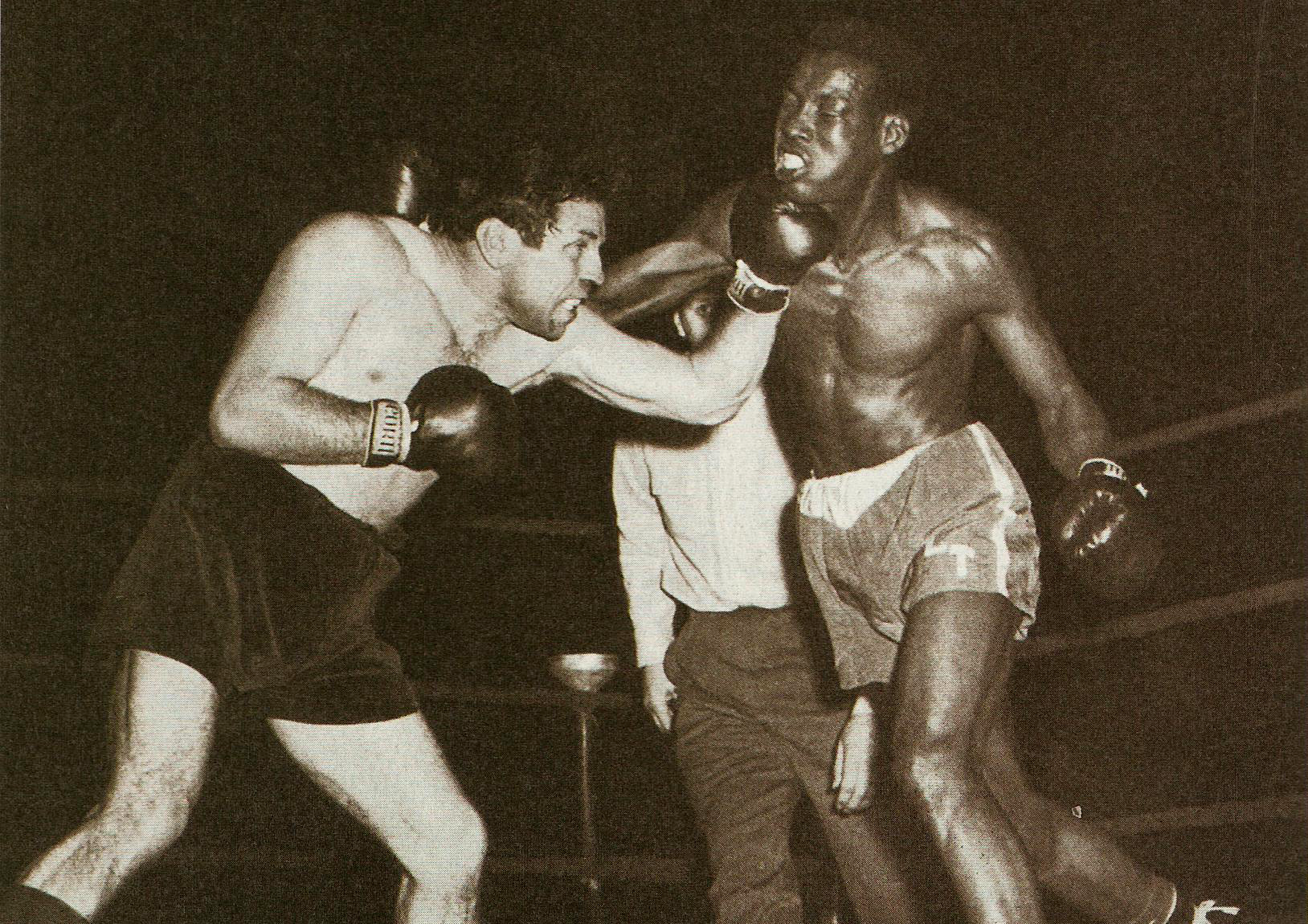
José María Gatica (izquierda) enfrentando a Luis Federico Thompson (1927-2010) en 1952.

El perfil popular y el indudable carisma de Gatica, un boxeador agresivo y ambicioso, espectacular sobre el ring, atrajeron la atención del público. Se granjeó el aprecio de los asistentes a la tribuna popular, que lo apodaron el Tigre por la furia que mostraba en el combate; los aficionados de clase alta, que concurrían al ring-side, deploraban en cambio su falta de clasicismo. A ellos se debe el apodo de el Mono, caricaturizando su corte de cara.
El entonces presidente Juan Domingo Perón le había mostrado aprecio; en una ocasión en que pidió que se lo presentasen, Gatica, con desparpajo, lo saludó con una frase que se haría famosa: 

General, dos potencias se saludan
Gatica

Perón, aficionado al boxeo, apoyó el primer y único viaje de Gatica a los Estados Unidos en busca de un título mundial; la gira comenzó con éxito, derrotando por nocaut en el cuarto asalto a Terence Young. Gracias a ello, el campeón mundial de la categoría, Ike Williams, le ofreció un combate sin poner en juego el título en el Madison Square Garden de Nueva York; el combate, celebrado en 1951, se resolvió muy rápidamente con un encadenamiento de golpes de Williams, que terminaría con un nocaut técnico después de que Gatica hubiese caído tres veces a la lona en el primer asalto, Ike aprovechó el exceso de confianza del boxeador argentino.
El apoyo del líder justicialista se volvió a ver también en 1951 cuando se organizó una pelea en Comodoro Rivadavia. El rival fue Lahuse, quien caería, sospechosamente noqueado apenas en 2 minutos de pelea. El público al evidenciar el fraude se enardeció y reclamó la devolución del dinero, no sin arrojar monedas al cuadrilatero. La sospecha se aclara cuando al día siguiente son vistos en un bar jugando al truco, Gatica y su rival contra los entrenadores. Los pobladores se indignaron aun más y lograron que el gobernador militar Marcelino Muller retuviera el premio por pelea arreglada. El boxeador, sin preocuparse mucho, prometió la llamada de su padrino. Tras su regreso a Buenos Aires, por teléfono, Juan Domingo Perón ordenó a las autoridades de la Gobernación Militar de Comodoro Rivadavia que cumplan con el pago.
Regresó a la Argentina sin contar ya con el favor oficial. El 16 de septiembre de 1953 se encontró por sexta vez a Alfredo Prada, a quien había derrotado ya en tres oportunidades; en el primer round, un cabezazo de su adversario le fracturó el maxilar inferior, pero Gatica rechazó la ayuda médica y siguió combatiendo cuatro asaltos más, hasta que el médico declaró el KOT (nocaut técnico) en el quinto asalto. Sería la última pelea importante de Gatica, que abandonó el boxeo dos años más tarde.

## Persecución política y retiro

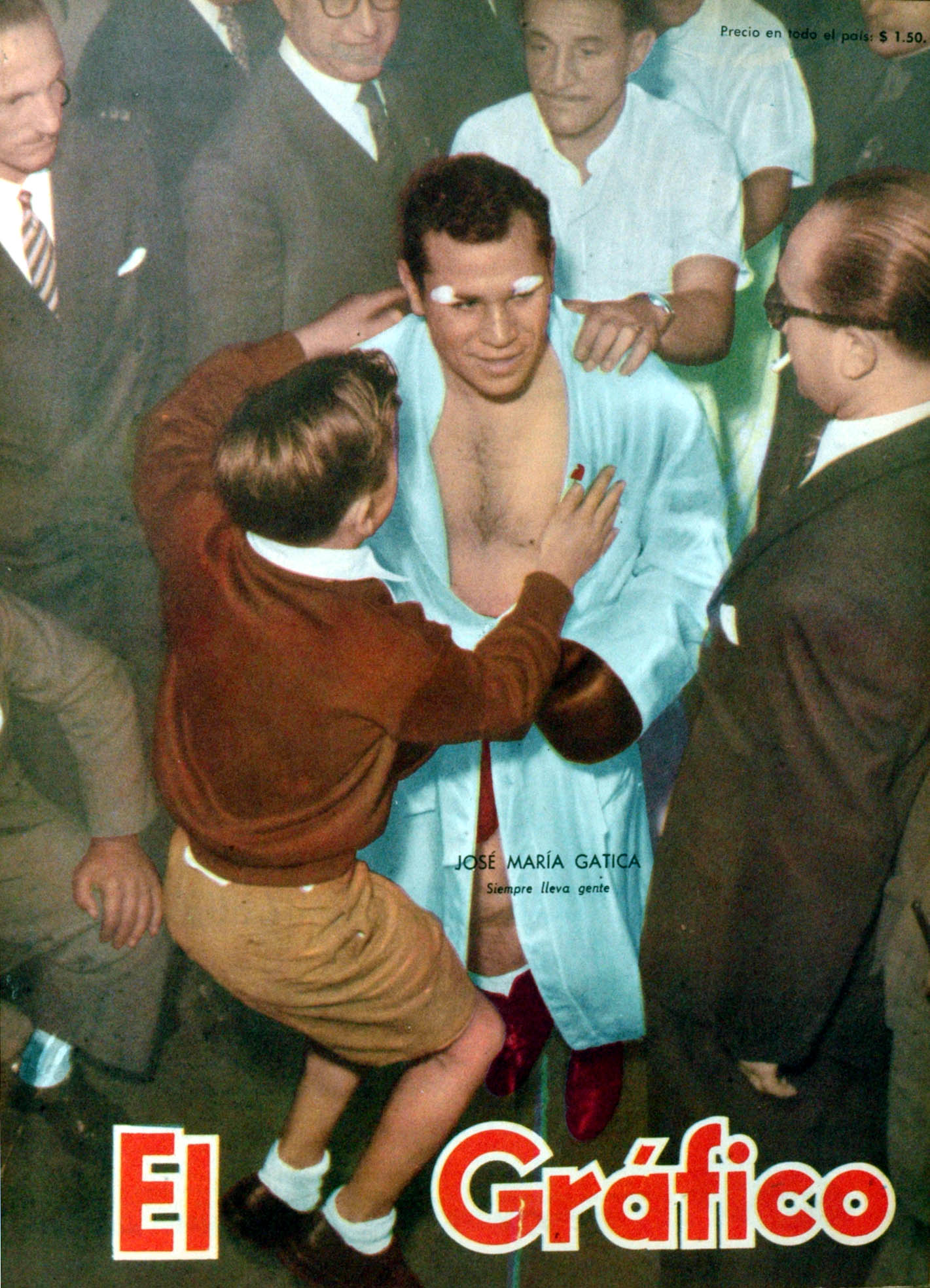
José María Gatica en 1954.

Al producirse el golpe de Estado contra Juan Domingo Perón, se instaura la dictadura autodenominada Revolución Libertadora, por lo que su último combate pugilístico lo hizo contra Alfredo Prada, el 16 de septiembre de 1955. En ese mismo año, la Revolución Libertadora le quitó la licencia y lo obligó a pelear clandestinamente en el Gran Buenos Aires y en el interior del país, siempre a estadio lleno.
En julio de 1956 peleó contra un bahiense desconocido, Jesús Andreoli. Cuando Gatica ganó por abandono en el cuarto round, llegó la policía con la intención de prohibir el espectáculo por carecer de licencia para boxear.  
Sin rédito alguno de las ganancias obtenidas, y al estar prohibido, dejó de tener ingresos y trabajo. Gatica volvió a la pobreza de su infancia; vivió en una villa miseria ubicada en la localidad de Villa Dominico, con su segunda mujer y los dos hijos del matrimonio, trabajando irregularmente y dependiendo en buena medida de la beneficencia. Conocedor de esta situación, Mario De Noia, un reconocido martillero de Buenos Aires, propietario de la firma De Noia S.A. que luego sería De Noia Hijo S.A., le regaló una quinta para que viviera él con su familia, hecho documentado por el antiguo Canal 7. En alguna ocasión su antigua fama le granjeó trabajo, como en un encuentro de catch organizado por la troupe de Martín Karadagián, en que Gatica fingió una derrota con Karadagián, no sin recibir un fuerte castigo por parte del cácher que ―enojado por algún puñetazo dado por Gatica― le provocó una lesión en el tobillo de la que no se recuperaría totalmente. A fines de los años cincuenta atrajo brevemente la atención del público cuando sus escasos bienes se perdieron en una inundación.
El 10 de noviembre de 1963, a los 38 años de edad, viniendo de un partido de fútbol en la cancha de Independiente ―a donde había ido a vender muñequitos de colores― en la calle Herrera esquina Pedro de Luján fue arrollado por un colectivo de la Línea 295 conducido por Antonio Cirigliano (tío de los empresarios del transporte de Buenos Aires), debajo del cual cayó cuando pretendía abordarlo, siendo aplastado por el vehículo, lo que le ocasionó graves lesiones. Falleció dos días después en el hospital Rawson, de la ciudad de Buenos Aires. Su funeral se realizó en la sede de la Federación Argentina de Box, sita en la calle Castro Barros de la misma ciudad. Desde allí, el cortejo fúnebre se dirigió hacia el cementerio de la ciudad de Avellaneda, donde fue finalmente sepultado.
Su vida y su legado en el boxeo inspiraron la película Gatica, el Mono del cineasta argentino Leonardo Favio.
Después de cincuenta años de permanecer sepultado en el cementerio de Avellaneda, el 24 de mayo de 2013 sus restos fueron trasladados y depositados en un monumento erigido en  Villa Mercedes, su ciudad natal. Como reconocimiento al púgil, el féretro fue colocado en posición vertical.

## Filmografía
Se lo puede ver en el filme Su última pelea dirigido por Jerry Gómez en 1949 y en Gatica, el Mono.